# St. Blasien
St. Blasien is een gemeente in Duitsland. Het ligt in het Zwarte Woud, dus in het zuidwesten van Duitsland, omgeven door veel bos.
Het is bekend door de abdij Sankt Blasien uit de 9e eeuw. Deze abdij bleef tot aan het begin van de 19e eeuw een klooster. Het gebouw werd daarna, in de 19e eeuw, als fabriek gebruikt, maar heeft tegenwoordig weer een bestemming in de oorspronkelijke traditie gekregen.
St. Blasien ontwikkelde zich vanaf 1880 nog als kuuroord. Bekende gasten waren Ludwig Börne, Felix Mendelssohn Bartholdy en Franklin Delano Roosevelt. De laatste gasten om te kuren kwamen nog omstreeks 1945.

## Zustersteden
- Saint-Blaise
- Sankt Paul im Lavanttal

## Geboren in St. Blasien
- Josef Glaser (1887-1969), voetballer

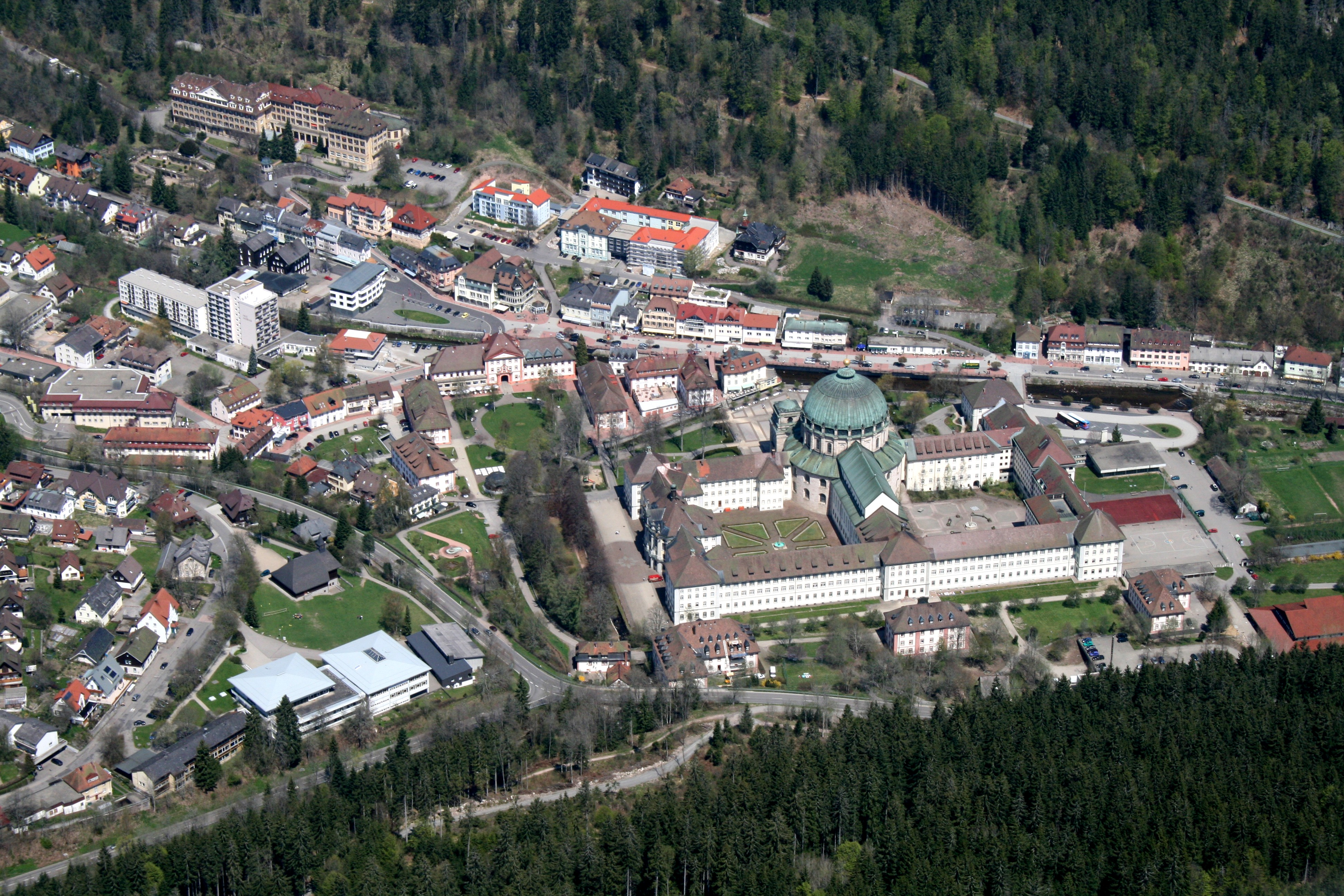
St. Blasien

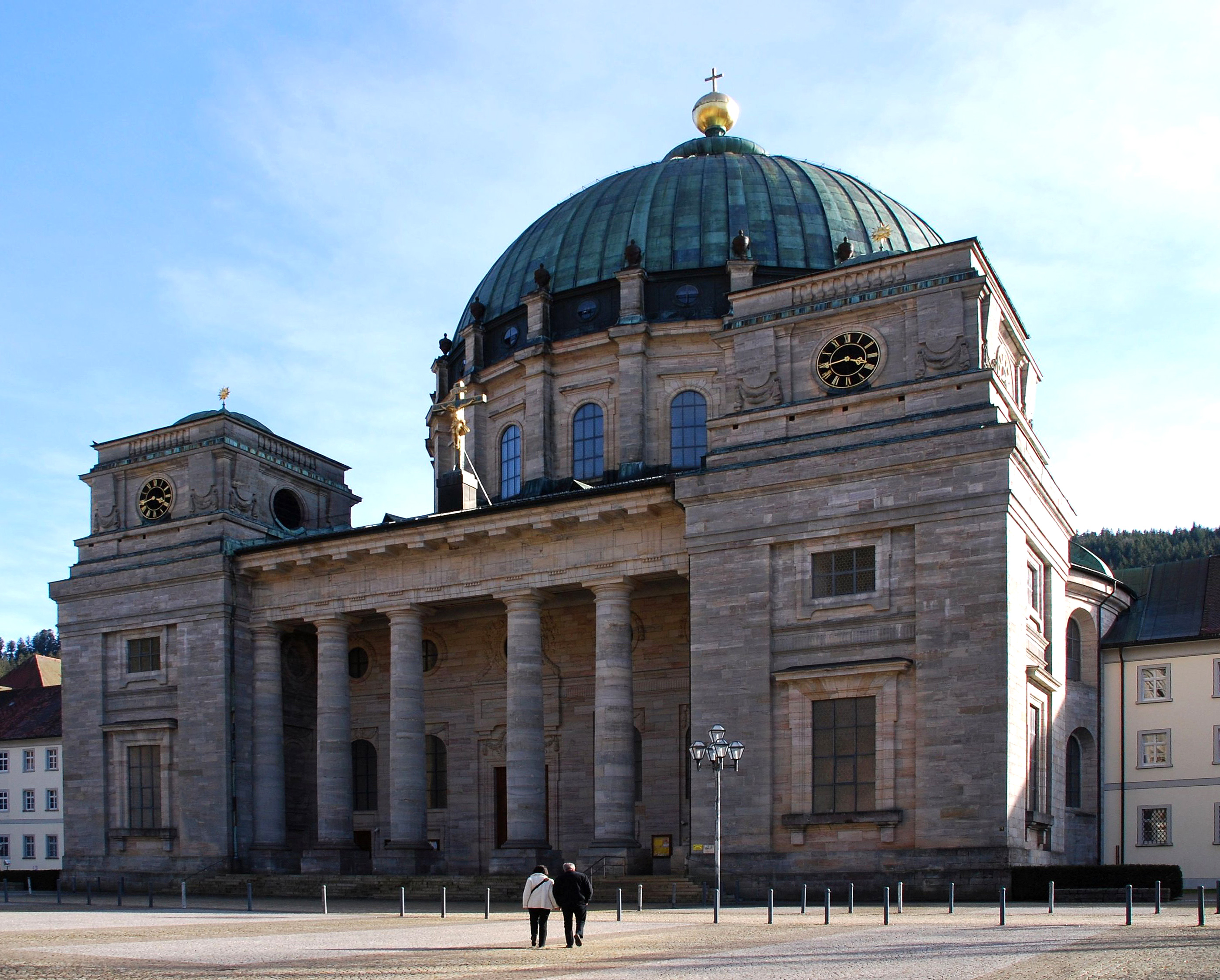
Dom van St. Blasien

Albbruck ·
Bad Säckingen ·
Bernau im Schwarzwald ·
Bonndorf im Schwarzwald ·
Dachsberg ·
Dettighofen ·
Dogern ·
Eggingen ·
Görwihl ·
Grafenhausen ·
Häusern ·
Herrischried ·
Höchenschwand ·
Hohentengen am Hochrhein ·
Ibach ·
Jestetten ·
Klettgau ·
Küssaberg ·
Lauchringen ·
Laufenburg (Baden) ·
Lottstetten ·
Murg ·
Rickenbach ·
St. Blasien ·
Stühlingen ·
Todtmoos ·
Ühlingen-Birkendorf ·
Waldshut-Tiengen ·
Wehr ·
Weilheim ·
Wutach ·
Wutöschingen